# 沃洛季米里夫卡 (塔魯季涅區)
46°21′52″N 29°12′55″E / 46.36444°N 29.21528°E
沃洛季米里夫卡（烏克蘭語：Володимирівка）是位於烏克蘭西南部的村莊，由敖德萨州博爾赫拉德區的博羅迪諾市鎮負責管轄。該村始建於1909年，面積0.41平方公里，海拔高度85米，2001年人口252，人口密度每平方公里614.63人。